# Минологий Василия II
Миноло́гий Васи́лия II, или Меноло́гий Васи́лия II (Ватиканский минологий, Vat. gr. 1613) — древнейший сохранившийся иллюстрированный византийский манускрипт в жанре житийной литературы (агиографический сборник). Посвятительное стихотворение в рукописи свидетельствует, что он был составлен в 979—989 годы для императора Василия II Болгаробойцы, по которому он и получил своё имя.
Книга содержит краткие жития святых и сообщения о памятных событиях церковной истории (с 1 сентября по 28 февраля), сопровождаемые 430 миниатюрами. Возможно, существовал 2-й, ныне утерянный том, на другую половину года.
Около каждой миниатюры рукой писца написано имя автора, что является уникальным фактом в истории византийской книжной иллюстрации. Художников было 8: 79 подписаны именем Пантолеона, 45 — Георгия, 61 — Михаила Влахернита, 67 — Михаила Младшего, 32 — Симеона, 48 — Симеона Влахернита, 27 — Мины и 71 — именем Нестора. Текст Менология Василия помещён в 117 том Греческой патрологии.

## Издание на русском языке
Фототипические снимки сделаны с миниатюр оригинала — рукописи Ватиканской библиотеки и исполнены Невской художественной мастерской и И. А. Кордовским. Вышли два тома:
- Успенские М. и В.И. Лицевой месяцеслов греческого императора Василия II. Месяц сентябрь. — СПб.: Синодальная тип., 1902.
- Успенские М. и В.И. Лицевой месяцеслов греческого императора Василия II. Месяц октябрь. — СПб.: Синодальная тип., 1903.